# Tour di Alessandra Amoroso
Questa pagina contiene tutti i tour della cantante italiana Alessandra Amoroso.

## Riepilogo

### Date e periodo
| Anno      | Nome Tour                        | Album/EP da promuovere | Stato  | Spettacoli |
| --------- | -------------------------------- | ---------------------- | ------ | ---------- |
| 2009      | Stupida tour                     | Stupida                | Italia | 36         |
| 2010      | Senza nuvole live tour           | Senza nuvole           | Italia | 30         |
| 2010      | Un'estate senza nuvole live tour | Senza nuvole           | Italia | 22         |
| 2011      | Il mondo in un secondo live tour | Il mondo in un secondo | Italia | 37         |
| 2013-2014 | Amore Puro tour                  | Amore puro             | Italia | 24         |
| 2016-2017 | Vivere a colori tour             | Vivere a colori        | Italia | 18         |
| 2019      | 10 tour                          | 10                     | Italia | 32         |
| 2022      | Tutto Accade Tour                | Tutto Accade           | Italia | 14         |
| 2024      | Fino a Qui in tour               | Fino a qui             | Italia | 13         |
| 2025      | Fino a Qui Summer Tour           | Io non sarei           | Italia | 13         |
| Totale    | Totale                           | Totale                 | Totale | 239        |

## Stupida tour
Durante tutta l'estate 2009 Alessandra è stata impegnata in più di cinquanta concerti negli stadi e nelle piazze italiane. Oltre allo Stupida Tour, Alessandra ha preso parte a importanti manifestazioni musicali come, per esempio, il concerto, organizzato da Laura Pausini, Amiche per l'Abruzzo o i Wind Music Awards. Inoltre ha preso parte a tutte le tappe dell'Amici Tour e a più tappe del Radio Norba Battiti Live Tour.

### Date

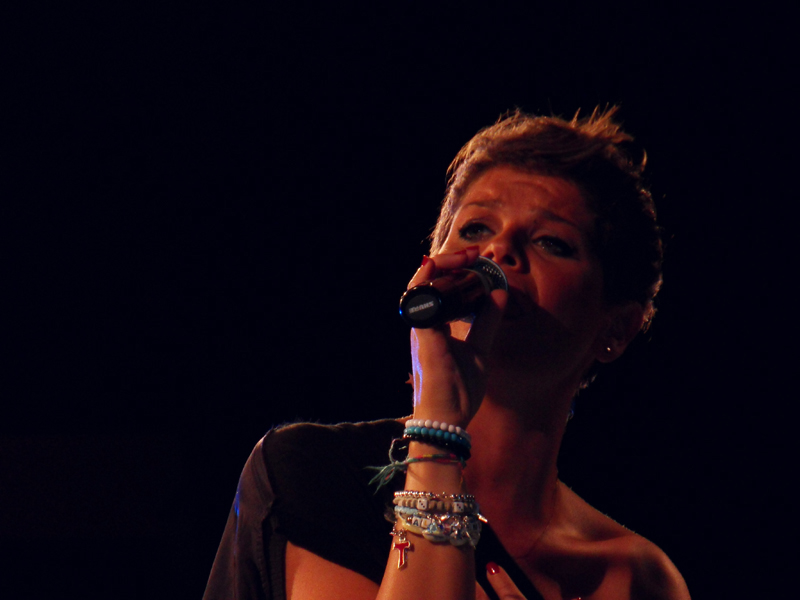
Alessandra Amoroso in concerto a Torino, durante la tappa dell'11 settembre dello Stupida Tour.

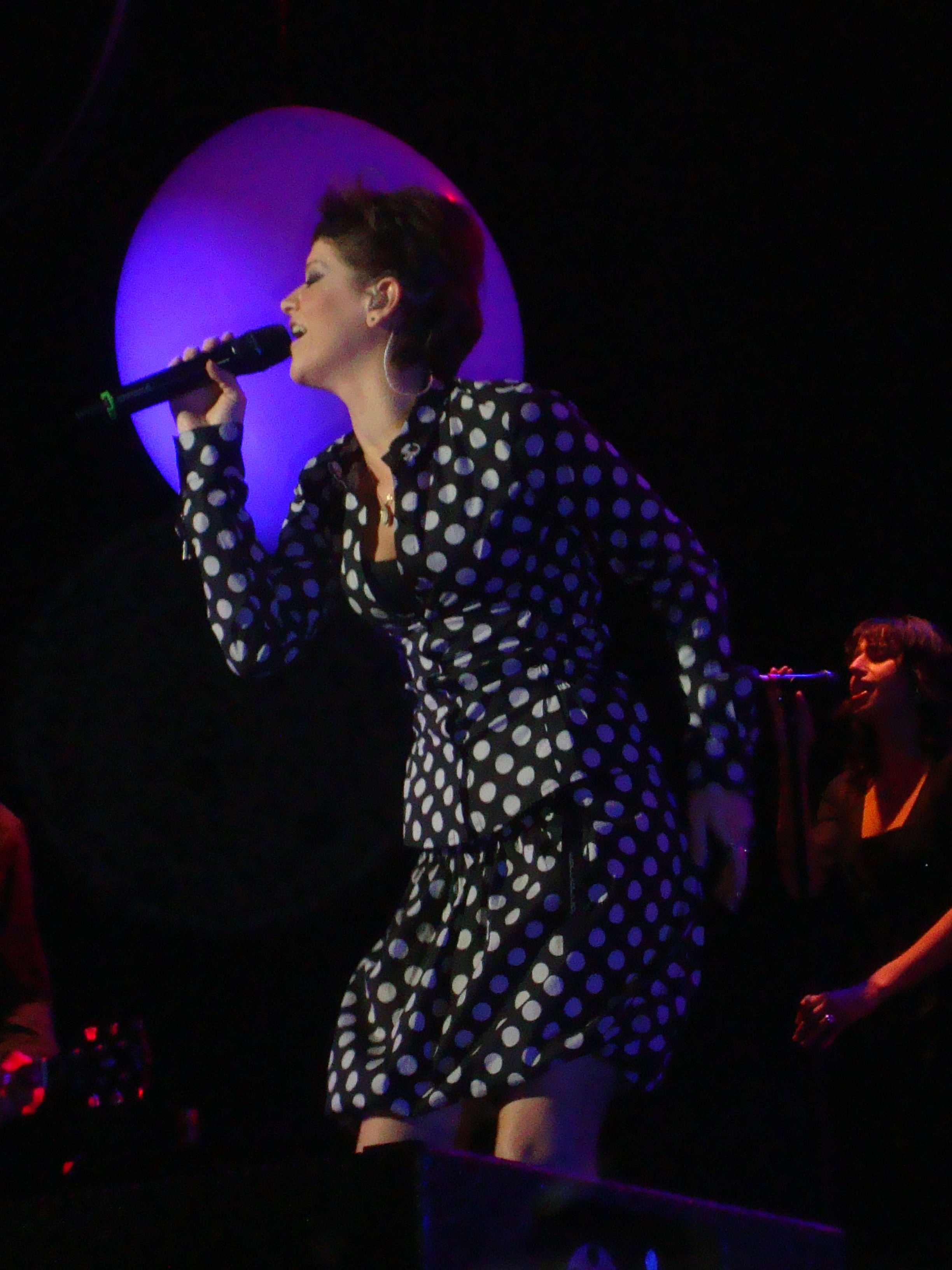
Alessandra Amoroso in una tappa del Senza Nuvole Live Tour.

| Data              | Città                        | Sede                          |
| ----------------- | ---------------------------- | ----------------------------- |
| 12 aprile 2009    | Lecce                        | Piazza Santo Oronzo           |
| 20 giugno 2009    | Otranto                      | Piazza Castello               |
| 23 giugno 2009    | Gallarate                    | Piazza Garibaldi              |
| 28 giugno 2009    | Battipaglia                  | Piazza Amendola               |
| 29 giugno 2009    | Tarquinia                    | Cittadella dei giovani        |
| 10 luglio 2009    | Milano                       | Rha Bar                       |
| 11 luglio 2009    | Brescia                      | Autodromo Franciacorta        |
| 13 luglio 2009    | Salerno                      | Parco del Mercatello          |
| 17 luglio 2009    | Sassari                      | Stadio Vanni Sanna            |
| 28 luglio 2009    | San Gimignano                | Stadio Santa Lucia            |
| 30 luglio 2009    | Valmontone                   | Via della Pace                |
| 3 agosto 2009     | San Pietro a Maida           | Piazza                        |
| 4 agosto 2009     | Viterbo                      | Teatro Romano di Ferento      |
| 5 agosto 2009     | San Benedetto del Tronto     | Piazza Bice Piacentini        |
| 6 agosto 2009     | Sora                         | Campo sportivo                |
| 11 agosto 2009    | Sant'Egidio del Monte Albino | Piazza Alfonso Pepe           |
| 13 agosto 2009    | San Pietro Vernotico         | Piazza del popolo             |
| 14 agosto 2009    | Brindisi                     | Piazzale Lenio Flacco         |
| 15 agosto 2009    | Padova                       | Prato della Valle             |
| 16 agosto 2009    | Asiago                       | Piazza Carli                  |
| 17 agosto 2009    | Monte di Procida             | Piazza XXVII Gennaio          |
| 18 agosto 2009    | Sant'Agata di Puglia         | Piazza Perillo                |
| 19 agosto 2009    | Trepuzzi                     | Stadio Vittorio               |
| 20 agosto 2009    | Reggio Calabria              | Lungomare                     |
| 22 agosto 2009    | Molfetta                     | Parco Miragica                |
| 22 agosto 2009    | Melpignano                   | Piazza del sole               |
| 23 agosto 2009    | Paravati                     | Piazza largo Dante            |
| 24 agosto 2009    | Alcamo                       | Stadio comunale Lelio Catella |
| 25 agosto 2009    | Lecce                        | Piazza Partigiani             |
| 30 agosto 2009    | Gallipoli                    | Discoteca Praja               |
| 31 agosto 2009    | Martina Franca               | Stadio comunale Tursi         |
| 4 settembre 2009  | Almarena                     | Parcheggio                    |
| 5 settembre 2009  | Comiziano                    | Piazza San Severino           |
| 6 settembre 2009  | Reggio Emilia                | Piazza Vittoria               |
| 11 settembre 2009 | Torino                       | Palaruffini                   |
| 22 settembre 2009 | Lusciano                     | Piazza Vittoria               |

### Scaletta
Per lo Stupida Tour non esiste una scaletta vera e propria: l'ordine e la scelta delle canzoni varia da spettacolo a spettacolo. Tuttavia, nel totale, le canzoni interpretate da Alessandra durante il tour sono le seguenti:
1. Stupida
2. Immobile
3. Find a Way
4. Stella incantevole
5. Splendida follia
6. Da qui
7. X ora, x un po'
8. Estranei a partire da ieri*
9. If I Ain't Got You (cover di Alicia Keys)
10. Respect (cover di Aretha Franklin)
11. Think (cover di Aretha Franklin)
12. Chasing Pavements (cover di Adele)
13. Almeno tu nell'universo (cover di Mia Martini)
14. True Colors (cover di Cyndi Lauper)
15. Ancora ancora ancora (cover di Mina)
16. Rehab (cover di Amy Winehouse)
17. No One (cover di Alicia Keys)
18. Feeling Better (cover di Malika Ayane)
19. Rain on Your Parade (cover di Duffy)
20. Can't Take My Eyes Off You (cover di Frankie Valli)
21. One (cover degli U2)

* Il brano viene interpretato per la prima volta nella tappa del 30 agosto a Gallipoli

## Senza nuvole live tour
Dal gennaio 2010 inizia il Senza nuvole live tour. Il tour finisce il 13 marzo 2010 a Padova.

### Date
| Data             | Città             | Sede                    |
| ---------------- | ----------------- | ----------------------- |
| 21 gennaio 2010  | Lecce             | Palasport               |
| 22 gennaio 2010  | Bari              | Teatro Team             |
| 23 gennaio 2010  | Roma              | Gran Teatro             |
| 24 gennaio 2010  | Arezzo            | Centro Congressi        |
| 29 gennaio 2010  | Firenze           | Teatro Saschall         |
| 30 gennaio 2010  | Montecatini Terme | Teatro Verdi            |
| 30 gennaio 2010  | Lucca             | UHB                     |
| 31 gennaio 2010  | Cesena            | Teatro Carisport        |
| 4 febbraio 2010  | Montesilvano      | Palasport               |
| 7 febbraio 2010  | Palermo           | Teatro Dante            |
| 8 febbraio 2010  | Vittoria          | Teatro Vittoria Colonne |
| 9 febbraio 2010  | Catania           | Teatro Metropolitan     |
| 10 febbraio 2010 | Cosenza           | Teatro Rendano          |
| 12 febbraio 2010 | Pordenone         | Palasport               |
| 13 febbraio 2010 | Bussolengo        | Teatro Tenda            |
| 20 febbraio 2010 | Milano            | Teatro Smeraldo         |
| 21 febbraio 2010 | Milano            | Teatro Smeraldo         |
| 22 febbraio 2010 | Bergamo           | Teatro Creberg          |
| 27 febbraio 2010 | Napoli            | Casa della Musica       |
| 28 febbraio 2010 | Andria            | Palasport               |
| 1º marzo 2010    | Fermo             | Palasport               |
| 3 marzo 2010     | Genova            | Vaillant Palace         |
| 4 marzo 2010     | Torino            | Teatro Colosseo         |
| 5 marzo 2010     | Pavia             | PalaRavizza             |
| 6 marzo 2010     | Piacenza          | Teatro Politeama        |
| 8 marzo 2010     | Bologna           | Teatro Europa           |
| 9 marzo 2010     | Trieste           | Teatro Rossetti         |
| 10 marzo 2010    | Trento            | Auditorium Santa Chiara |
| 11 marzo 2010    | Brescia           | PalaBrescia             |
| 13 marzo 2010    | Padova            | PalaFabris              |

### Scaletta
1. Segreto
2. Ama chi ti vuole bene
3. Mi sei venuto a cercare tu
4. Splendida follia
5. X ora, x un po'
6. Il cielo può attendere
7. Bellissimo
8. Da qui
9. Arrivi tu
10. Stella incantevole
11. Find a Way
12. If I Ain't Got You (cover di Alicia Keys)
13. Respect (cover di Aretha Franklin)
14. Chain of Fools (cover di Aretha Franklin)
15. Almeno tu nell'universo (cover di Mia Martini)
16. L'amore non è un gioco
17. Estranei a partire da ieri
18. Senza nuvole
19. Immobile
20. Stupida

### Band
| Musicista                            | Strumento                       |
| ------------------------------------ | ------------------------------- |
| Simone Papi                          | Direttore musicale              |
| Giacomo Castellano o David Pieralisi | Chitarre elettriche e acustiche |
| Alessandro Magnalasche               | Chitarre elettriche e acustiche |
| Simone Papi o Roberto Bassi          | Pianoforte                      |
| David Pecchioli                      | Batteria                        |
| Ronny Aglietti                       | Basso elettrico                 |
| Luciana Vaona                        | Vocalist                        |

## Un'estate senza nuvole live tour
Il 4 luglio 2010 inizia l'Un'Estate Senza Nuvole Live Tour, che porta Alessandra in tour per tutta l'estate 2010, a partire dal 4 luglio fino al 12 settembre. La band rimane la stessa del Senza Nuvole Live Tour.

### Date
| Data              | Città                | Sede                     |
| ----------------- | -------------------- | ------------------------ |
| 4 luglio 2010     | Noci                 | Foro Boario              |
| 5 luglio 2010     | Margherita di Savoia | Saline                   |
| 8 luglio 2010     | Lecce                | Piazza Libertini         |
| 15 luglio 2010    | Trivero              | Piazza del Mercato       |
| 17 luglio 2010    | Cervia               | Piazza Garibaldi         |
| 18 luglio 2010    | Mantova              | Palazzo Te               |
| 22 luglio 2010    | Afragola             | Campo sportivo           |
| 23 luglio 2010    | Ostia antica         | Teatro romano            |
| 27 luglio 2010    | Catanzaro            | Arena Grecia Antica      |
| 29 luglio 2010    | Grado                | Diga Nazario Sauro       |
| 30 luglio 2010    | Marsciano            | Musica per i Borghi      |
| 31 luglio 2010    | Chioggia             | Arena                    |
| 2 agosto 2010     | Cremona              | Arena Giardino           |
| 4 agosto 2010     | Piombino             | Piazza Bovio             |
| 5 agosto 2010     | Viareggio            | Cittadella del Carnevale |
| 7 agosto 2010     | Pontelandolfo        | Piazza Roma              |
| 28 agosto 2010    | Palermo              | Teatro di Verdura        |
| 29 agosto 2010    | Taormina             | Teatro Greco             |
| 1º settembre 2010 | Lanusei              | Teatro Tonio Dei         |
| 3 settembre 2010  | Cagliari             | Anfiteatro Romano        |
| 4 settembre 2010  | Alghero              | Anfiteatro Giuni Russo   |
| 12 settembre 2010 | Carpi                | Piazza Martiri           |

### Scaletta
1. Arrivi tu
2. Ama chi ti vuole bene
3. Il cielo può attendere
4. L'amore non è un gioco
5. X ora, x un po'
6. Segreto
7. Stella incantevole
8. Mi sei venuto a cercare tu
9. Medley: Bellissimo/Splendida follia/Da qui
10. Find a way
11. Think (cover di Aretha Franklin)
12. The Boss (cover di Diana Ross)
13. Reach out (cover)
14. I'll be there (cover di Gloria Gaynor)
15. Respect (cover di Aretha Franklin)
16. Chain of Fools (cover di Aretha Franklin)
17. Almeno tu nell'universo (cover di Mia Martini)
18. Senza nuvole
19. Stupida
20. Estranei a partire da ieri
21. Immobile
22. La mia storia con te*

* Questo brano viene inserito in scaletta a partire dalla tappa di Cagliari.

### Band
| Musicista                            | Strumento                       |
| ------------------------------------ | ------------------------------- |
| Simone Papi                          | Direttore musicale              |
| Giacomo Castellano o David Pieralisi | Chitarre elettriche e acustiche |
| Alessandro Magnalasche               | Chitarre elettriche e acustiche |
| Simone Papi o Roberto Bassi          | Pianoforte                      |
| David Pecchioli                      | Batteria                        |
| Ronny Aglietti                       | Basso elettrico                 |
| Luciana Vaona                        | Vocalist                        |

## Il mondo in un secondo tour
Il 26 settembre 2010 la Amoroso presenta l'album in due treni in partenza il primo da Milano verso Roma e il secondo da Roma verso Napoli. Oltre allo spettacolo sul treno, la cantante ha cantato alcuni brani nelle tre stazioni per coloro che non sono potuti salire sul treno. Alessandra Amoroso ha tenuto, inoltre, l'anteprima de Il mondo in un secondo tour il 20 dicembre 2010 al PalaLottomatica a Roma e il 22 dicembre 2010 al Mediolanum Forum di Milano. La tournée è ripartita l'8 marzo 2011 dal Palasport di Sulmona per concludersi il 21 maggio 2011 a Bologna. Dal mese di luglio 2011 Alessandra Amoroso riprende Il mondo in un secondo tour che prosegue per tutta l'estate, fino a metà settembre. Durante il tour estivo viene inoltre aggiunto un medley contenente L'amore non è un gioco e Da qui.

### Date
| Data              | Città           | Sede                                  |
| ----------------- | --------------- | ------------------------------------- |
| 20 dicembre 2010  | Roma            | PalaLottomatica                       |
| 22 dicembre 2010  | Milano          | Mediolanum Forum                      |
| 8 marzo 2011      | Sulmona         | Palasport                             |
| 12 marzo 2011     | Parma           | Pala B. Raschi                        |
| 13 marzo 2011     | Padova          | Gran Teatro Geox                      |
| 15 marzo 2011     | Brescia         | Palabrescia                           |
| 16 marzo 2011     | Genova          | 105 Stadium                           |
| 18 marzo 2011     | Rimini          | 105 Stadium                           |
| 19 marzo 2011     | Firenze         | Nelson Mandela Forum                  |
| 21 marzo 2011     | Perugia         | Palasport Evangelisti                 |
| 23 marzo 2011     | Napoli          | Palapartenope                         |
| 25 marzo 2011     | Taranto         | PalaMazzola                           |
| 26 marzo 2011     | Conversano      | Palasangiacomo                        |
| 28 marzo 2011     | Barletta        | Paladisfida                           |
| 30 marzo 2011     | Acireale        | Palasport di Acireale                 |
| 31 marzo 2011     | Palermo         | PalaUditore                           |
| 2 aprile 2011     | Eboli           | PalaSele                              |
| 5 aprile 2011     | Ancona          | PalaRossini                           |
| 7 aprile 2011     | Torino          | PalaOlimpico                          |
| 20 maggio 2011    | Conegliano      | Zoppas Arena                          |
| 21 maggio 2011    | Bologna         | PalaDozza                             |
| 9 luglio 2011     | Pavia           | Piazza di Vigevano                    |
| 12 luglio 2011    | San Leucio      | Cortile del Belvedere                 |
| 17 luglio 2011    | Varallo Sesia   | Piazza Vittorio Emanuele II           |
| 23 luglio 2011    | Cagliari        | Teatro in Fiera                       |
| 26 luglio 2011    | Trieste         | Castello San Giusto                   |
| 27 luglio 2011    | Vicenza         | Piazzale Monteberico                  |
| 2 agosto 2011     | Catanzaro       | Parco Mitoio                          |
| 4 agosto 2011     | Cosenza         | Anfiteatro di Villapiana              |
| 5 agosto 2011     | Brindisi        | Forum Eventi                          |
| 7 agosto 2011     | Latina          | Arena del Mare                        |
| 29 agosto 2011    | Macerata        | Sferisterio                           |
| 31 agosto 2011    | Reggio Calabria | Teatro Catona                         |
| 2 settembre 2011  | Messina         | Teatro antico di Taormina             |
| 3 settembre 2011  | Palermo         | Complesso monumentale Castello a Mare |
| 9 settembre 2011  | Brescia         | Piazza Loggia                         |
| 11 settembre 2011 | Chieti          | Acropoli La Civitella                 |

### Scaletta
1. Intro
2. Il mondo in un secondo
3. Dove sono i colori
4. Estranei a partire da ieri
5. Semplicemente così
6. Stella incantevole
7. Non ho che te
8. Domani con gli occhi di ieri
9. Stupida
10. Medley: L'amore non è un gioco/Da qui
11. Punto di domanda
12. Urlo e non mi senti
13. Clip his wings
14. Medley Acustico: Arrivi tu/Mi sei venuto a cercare tu/Ama chi ti vuole bene
15. I'm a woman
16. Senza nuvole
17. Niente
18. Covers medley: Find a way/Respect/Master Blaster/I'll be there
19. La mia storia con te
20. Immobile

### Band
| Musicista                            | Strumento                       |
| ------------------------------------ | ------------------------------- |
| Dado Parisini                        | Direttore musicale              |
| Giacomo Castellano o David Pieralisi | Chitarre elettriche e acustiche |
| Alessandro Magnalasche               | Chitarre elettriche e acustiche |
| Roberto Bassi                        | Pianoforte                      |
| David Pecchioli                      | Batteria                        |
| Ronny Aglietti                       | Basso                           |
| Luciana Vaona                        | Vocalist                        |
| Pamela Scarponi                      | Vocalist                        |

## Amore puro tour
Dal 3 dicembre 2013 al 24 agosto 2014 la cantante ha effettuato l'Amore puro Tour, con due anteprime nel mese di dicembre 2013 a Milano e Roma. In seguito ci sono state 13 tappe primaverili da marzo a maggio e 9 estive nei mesi di luglio e agosto.
Durante la tappa del 19 maggio all'Arena di Verona, la cantante ha ospitato diversi artisti che hanno duettato con lei: Fiorella Mannoia, Marco Mengoni, Emma Marrone, Annalisa, Moreno e il comico Giorgio Panariello. Lo spettacolo è andato in onda in tv su Canale 5 il 30 luglio in prima serata ed in replica il 17 dicembre 2014 in seconda serata su Italia1.
Durante il tour estivo, la cantante ha ospitato alcuni cantanti: Francesco Renga alla tappa di Brescia, i Dear Jack alla tappa di Melpignano e Deborah Iurato alla tappa di Catanzaro.

### Date
Di seguito le tappe del tour:
| Data            | Città             | Luogo                                  |
| --------------- | ----------------- | -------------------------------------- |
| 3 dicembre 2013 | Milano            | Mediolanum Forum                       |
| 5 dicembre 2013 | Roma              | PalaLottomatica                        |
| 28 marzo 2014   | Treviso           | Zoppas Arena                           |
| 29 marzo 2014   | Padova            | PalaFabris                             |
| 1º aprile 2014  | Milano            | Mediolanum Forum                       |
| 4 aprile 2014   | Torino            | PalaOlimpico                           |
| 5 aprile 2014   | Bologna           | Unipol Arena                           |
| 8 aprile 2014   | Genova            | 105 Stadium                            |
| 9 aprile 2014   | Firenze           | Nelson Mandela Forum                   |
| 11 aprile 2014  | Roma              | PalaLottomatica                        |
| 14 aprile 2014  | Bari              | Palaflorio                             |
| 17 aprile 2014  | Acireale          | Palatupparello                         |
| 19 aprile 2014  | Napoli            | Palapartenope                          |
| 17 maggio 2014  | Rimini            | 105 Stadium                            |
| 19 maggio 2014  | Verona            | Arena di Verona                        |
| 17 luglio 2014  | Caserta           | Reggia di Caserta                      |
| 20 luglio 2014  | Campione d'Italia | Piazzale Maestri Campionesi            |
| 22 luglio 2014  | Brescia           | Piazza della Loggia                    |
| 14 agosto 2014  | Nettuno           | Stadio del Baseball                    |
| 16 agosto 2014  | Melpignano        | Piazzale Ex Convento degli Agostiniani |
| 19 agosto 2014  | Diamante          | Teatro dei Ruderi di Cirella           |
| 21 agosto 2014  | Catanzaro         | Arena Magna Grecia                     |
| 23 agosto 2014  | Palermo           | Teatro di Verdura                      |
| 24 agosto 2014  | Taormina          | Teatro antico di Taormina              |

### Scaletta
1. Amore puro
2. Non devi perdermi
3. Il mondo in un secondo
4. La volta buona
5. Ciao
6. Medley: Ancora di più/Estranei a partire da ieri/Stupida
7. Hell or high water
8. Niente
9. Non sarà un arrivederci
10. Urlo e non mi senti
11. Medley: Succede/Stella incantevole/Bellissimo
12. Da casa mia
13. L'hai dedicato a me
14. Bellezza, incanto e nostalgia
15. Fuoco d'artificio
16. La vita che vorrei
17. Starò meglio
18. Medley: I'm a woman/Clip his wings
19. Ti aspetto
20. Senza nuvole
21. Difendimi per sempre
22. Immobile

- Nel tour estivo il brano "L'hai dedicato a me", è stato cambiato per "Monkey Man"

## Vivere a colori tour
Il tour di Vivere a colori è stato anticipato da due anteprime: il 27 maggio al PalaLottomatica a Roma e il 30 maggio 2016 al Mediolanum Forum Assago a Milano, anticipate a loro volta da una tappa zero il 22 maggio a Morbegno. Vengono aggiunte successivamente una nuova data a Roma e a Milano nel mese di ottobre, in quanto le rispettive anteprime registrano il sold out di prevendite e si raddoppiano le data di Napoli, Bari, Acireale, oltre ad aggiungersi una data a Reggio Calabria. Delle complessive 16 tappe del 2016, ben 9 risultano sold out (Milano, Roma, Padova oltre alle due di Napoli, Bari, Acireale). Nel 2017 è prevista l'unica data del tour all'Arena di Verona, che viene raddoppiata a grande richiesta e che registra un doppio sold out, con oltre 25.000 biglietti venduti, che vanno a sommarsi agli oltre 90.000 biglietti del tour del 2016.
Lo spettacolo è andato in onda il 29 dicembre 2016 su Italia 1, ottenendo un discreto successo, pari a 1.501.000 ascoltatori, con uno share del 10.88 % nel target 15-34anni. Grazie alla messa in onda del concerto, si è registrato anche un aumento delle vendite dell'album, il quale si è posizionato nella settimana successiva alla posizione numero 6, esattamente dopo un anno dalla pubblicazione.

### Scaletta
1. Stupendo fino a qui
2. Medley: Estranei a partire da ieri/Senza nuvole/Stupida
3. L'unica cosa da fare
4. Fuoco d'artificio
5. La vita in un anno
6. Amore puro
7. Non devi perdermi
8. Ti aspetto
9. Fidati ancora di me
10. Me siento sola
(1° cambio abito)
11. Appartenente
12. Difendimi per sempre
13. Immobile
14. Nel tuo disordine
15. È vero che vuoi restare
16. Medley acustico: La mia storia con te/Urlo e non mi senti/Stella incantevole/Segreto
17. Sul ciglio senza far rumore
18. Avrò cura di tutto
19. Bellezza, incanto e nostalgia
20. Se il mondo ha il nostro volto
21. Vivere a colori
22. Il mio stato di felicità
23. Comunque andare

• Il medley acustico entra in scaletta esclusivamente per le 2 date finali all'Arena di Verona.
• La canzone "Avrò cura di tutto" entra in scaletta, a grande richiesta del pubblico solo dopo le 3 date di anteprima del tour.

### Date
Di seguito le tappe del tour:
| Data            | Città           | Luogo                |
| --------------- | --------------- | -------------------- |
| 22 maggio 2016  | Morbegno        | Polo Fieristico      |
| 27 maggio 2016  | Roma            | PalaLottomatica      |
| 30 maggio 2016  | Milano          | Mediolanum Forum     |
| 7 ottobre 2016  | Napoli          | PalaPartenope        |
| 8 ottobre 2016  | Napoli          | PalaPartenope        |
| 10 ottobre 2016 | Firenze         | Nelson Mandela Forum |
| 11 ottobre 2016 | Milano          | Mediolanum Forum     |
| 13 ottobre 2016 | Torino          | Pala Alpitour        |
| 15 ottobre 2016 | Roma            | PalaLottomatica      |
| 18 ottobre 2016 | Bari            | Palaflorio           |
| 19 ottobre 2016 | Bari            | Palaflorio           |
| 21 ottobre 2016 | Acireale        | Palatupparello       |
| 22 ottobre 2016 | Acireale        | Palatupparello       |
| 24 ottobre 2016 | Reggio Calabria | Pala Calafiore       |
| 27 ottobre 2016 | Bologna         | Unipol Arena         |
| 29 ottobre 2016 | Padova          | Kioene Arena         |
| 28 aprile 2017  | Verona          | Arena                |
| 29 aprile 2017  | Verona          | Arena                |

## 10 tour
Il tour di 10 ha toccato tutte le regioni d'Italia. Inizialmente il tour era composto da 20 tappe (una per ogni regione), ma successivamente sono state aggiunte delle seconde date a Eboli e Padova, delle terze date a Roma, Milano, Acireale e Bari e due nuove date a Napoli.

### Scaletta
1. La stessa
2. Fidati ancora di me
3. Avrò cura di tutto
4. Sul ciglio senza far rumore
5. Dalla tua parte
6. La gente non sei tu
7. Cadere piano
8. Comunque andare
(1° cambio abito)
9. Immobile
10. Medley: Stupida/Stella incantevole
11. Medley: Estranei a partire da ieri/Senza nuvole
12. Medley: Urlo e non mi senti/Niente
13. Medley: Ti aspetto/È vero che vuoi restare
14. Medley: Amore puro/Difendimi per sempre
15. Stupendo fino a qui
16. Medley: Parlare perdonare baciare/In me il tuo ricordo
17. Trova un modo
18. La vita in un anno
19. Buongiorno
(2° cambio abito)
20. Declinami l'amore
21. Simmetria dei desideri
22. Se il mondo ha il nostro volto
23. Il mio stato di felicità
24. Vivere a colori
25. Ogni santissimo giorno
26. Forza e coraggio

### Date
Di seguito le tappe del tour:
| Data           | Città                | Luogo                     |
| -------------- | -------------------- | ------------------------- |
| 5 marzo 2019   | Torino               | Pala Alpitour             |
| 7 marzo 2019   | Perugia              | Pala Barton               |
| 10 marzo 2019  | Milano               | Mediolanum Forum          |
| 13 marzo 2019  | Genova               | RDS Stadium               |
| 15 marzo 2019  | Bologna              | Unipol Arena              |
| 16 marzo 2019  | Ancona               | Pala Prometeo             |
| 20 marzo 2019  | Roma                 | PalaLottomatica           |
| 21 marzo 2019  | Roma                 | PalaLottomatica           |
| 23 marzo 2019  | Eboli                | PalaSele                  |
| 24 marzo 2019  | Reggio Calabria      | Pala Calafiore            |
| 26 marzo 2019  | Acireale             | Palatupparello            |
| 27 marzo 2019  | Acireale             | Palatupparello            |
| 29 marzo 2019  | Bari                 | Palaflorio                |
| 30 marzo 2019  | Roseto degli Abruzzi | Pala Maggetti             |
| 1 aprile 2019  | Milano               | Mediolanum Forum          |
| 2 aprile 2019  | Milano               | Mediolanum Forum          |
| 4 aprile 2019  | Courmayeur           | Forum                     |
| 6 aprile 2019  | Padova               | Kioene Arena              |
| 7 aprile 2019  | Trieste              | Pala Rubini               |
| 9 aprile 2019  | Trento               | Auditorium Santa Chiara   |
| 10 aprile 2019 | Padova               | Kioene Arena              |
| 12 aprile 2019 | Firenze              | Nelson Mandela Forum      |
| 14 aprile 2019 | Isernia              | Auditorium Unità d'Italia |
| 15 aprile 2019 | Potenza              | Pala Basento              |
| 19 aprile 2019 | Cagliari             | Fiera                     |
| 3 maggio 2019  | Roma                 | PalaLottomatica           |
| 4 maggio 2019  | Eboli                | PalaSele                  |
| 6 maggio 2019  | Napoli               | PalaPartenope             |
| 7 maggio 2019  | Napoli               | PalaPartenope             |
| 9 maggio 2019  | Bari                 | Palaflorio                |
| 10 maggio 2019 | Bari                 | Palaflorio                |
| 13 maggio 2019 | Acireale             | Palatupparello            |

## Tutto accade tour
Il Tutto Accade Tour è l'ottavo tour di Alessandra Amoroso. Il primo concerto, Tutto Accade a San Siro, è stato annunciato a luglio 2021. Dopo, ad ottobre 2021 è uscito l'album Tutto accade. Il 13 luglio 2022, mentre Alessandra teneva il suo primo concerto allo Stadio di San Siro, ha annunciato le altre date del tour che si sarebbe svolto nei mesi di novembre e dicembre dello stesso anno nei principali palazzetti italiani.

### Scaletta: Tutto Accade a San Siro
1. AleAleAle
2. Tutte le volte
3. Il bisogno che ho di te
4. Avrò cura di tutto
5. La stessa
6. Che sapore ha
(1° cambio abito)
7. Un senso ed un compenso
8. Canzone inutile
9. Buongiorno
10. Una strada per l'allegria
11. Trova un modo
(2° cambio abito)
12. Medley: Amore puro / Difendimi per sempre (con Dardust)
13. Medley: Segreto / Stella incantevole
14. Medley: Stupida / E vero che vuoi restare
15. Medley: Sul ciglio senza far rumore / Urlo e non mi senti
16. Medley: Estranei a partire da ieri / Senza nuvole
17. Tutte le cose che io so
18. Il nostro tempo
19. Immobile
(3° cambio abito)
20. Forza e coraggio
21. Tutto accade
22. A tre passi da te (con Boomdabash)
23. Mambo salentino (con Boomdabash)
24. Karaoke (con Boomdabash)
25. Medley: Simmetria dei desideri / Il mio stato di felicita
26. Vivere a colori
27. Comunque andare (bis)
(4° cambio abito)
28. Piuma
29. Camera 209
30. Sorriso grande

### Scaletta: Tutto Accade Tour
1. AleAleAle
2. Tutte le volte
3. Il bisogno che ho di te
4. Avro cura di tutto
5. La stessa
6. Dalla tua parte
7. Canzone inutile
8. Stupendo fino a qui
9. Fidati ancora di me
10. Buongiorno
11. Una strada per l'allegria
12. Trova un modo
13. Medley: Amore puro / Difendimi per sempre
14. Medley: Segreto / Stella incantevole
15. Stupida
16. Medley: Sul ciglio senza far rumore / Urlo e non mi senti
17. Medley: Estranei a partire da ieri / Senza nuvole
18. Tutte le cose che io so
19. Il nostro tempo
20. Immobile
21. Forza e coraggio
22. Tutto accade
23. Camera 209
24. Vivere a colori
25. Comunque andare
26. Piuma
27. Notti blu
28. Sorriso grande

### Date
Di seguito le tappe del tour:
| Data             | Città   | Luogo                |
| ---------------- | ------- | -------------------- |
| 13 luglio 2022   | Milano  | Stadio San Siro      |
| 26 novembre 2022 | Jesolo  | Palazzo del Turismo  |
| 29 novembre 2022 | Bari    | Pala Florio          |
| 30 novembre 2022 | Bari    | Pala Florio          |
| 2 dicembre 2022  | Roma    | Palazzo dello Sport  |
| 3 dicembre 2022  | Roma    | Palazzo dello Sport  |
| 6 dicembre 2022  | Bologna | Unipol Arena         |
| 7 dicembre 2022  | Firenze | Nelson Mandela Forum |
| 9 dicembre 2022  | Napoli  | Palapartenope        |
| 10 dicembre 2022 | Napoli  | Palapartenope        |
| 12 dicembre 2022 | Eboli   | Pala Sele            |
| 16 dicembre 2022 | Padova  | Kioene Arena         |
| 17 dicembre 2022 | Torino  | Pala Alpitour        |
| 21 dicembre 2022 | Milano  | Mediolanum Forum     |

## Fino a qui in tour
Il Fino a qui in tour è il nono tour di Alessandra Amoroso. Le date del tour sono state annunciate a febbraio 2024, in concomitanza con la partecipazione della cantante al settantaquattresimo Festival di Sanremo.

### Date
Di seguito le tappe del tour:
| Data             | Città               | Luogo               |
| ---------------- | ------------------- | ------------------- |
| 1 dicembre 2024  | Eboli               | Pala Sele           |
| 3 dicembre 2024  | Bari                | Pala Florio         |
| 4 dicembre 2024  | Bari                | Pala Florio         |
| 6 dicembre 2024  | Casalecchio di Reno | Unipol Arena        |
| 7 dicembre 2024  | Padova              | Kioene Arena        |
| 9 dicembre 2024  | Assago              | Unipol Forum        |
| 10 dicembre 2024 | Assago              | Unipol Forum        |
| 12 dicembre 2024 | Firenze             | Mandela Forum       |
| 15 dicembre 2024 | Torino              | Inalpi Arena        |
| 18 dicembre 2024 | Roma                | Palazzo dello Sport |
| 19 dicembre 2024 | Roma                | Palazzo dello Sport |
| 21 dicembre 2024 | Napoli              | Palapartenope       |
| 22 dicembre 2024 | Napoli              | Palapartenope       |

### Scaletta: Fino a qui Tour
1. La stessa
2. Tutto accade
3. Camera 209
4. Forza e coraggio
5. Tutte le volte
6. Notti blu
7. Fidati ancora di me
8. Avrò cura di tutto
9. Buongiorno
10. Una strada per l’allegria
11. Stupendo fino a qui
12. Medley Throwback [cambia ad ogni data]
13. Fino a qui
14. AleAleAle
15. Si mette male
16. Mezzo rotto
17. Sul ciglio senza far rumore
18. Canzone inutile
19. Piuma
20. Sorriso grande
21. Comunque andare
22. Trova un modo
23. Vivere a colori

La scaletta del concerto prevedeva un Medley che cambiava ad ogni data. Tra le canzoni eseguite in questo medley erano presenti: Stupida, Segreto, Bellissimo, È vero che vuoi restare, Ti aspetto, Per ora per un po', Ciao, Prenditi cura di me, Stella Incantevole, Amore Puro, Difendimi per sempre, Bellezza, Incanto e nostalgia, Fuoco d'artificio, Urlo e non mi senti, Niente, Non ho che te, Dove sono i colori, La mia storia con te, Senza Nuvole, Ama chi ti vuole bene, Arrivi tu, L'amore non è un gioco, La gente non sei tu, Dalla tua parte

## Fino a qui summer tour 2025 (io non sarei)

### Date
Di seguito le tappe del tour:
| Data           | Città           | Luogo                     |
| -------------- | --------------- | ------------------------- |
| 7 giugno 2025  | Termoli         | Arena del mare 42°15°     |
| 11 giugno 2025 | Roma            | Terme di Caracalla        |
| 26 giugno 2025 | Ferrara         | Piazza Ariostea           |
| 3 luglio 2025  | Marostica       | Piazza degli Scacchi      |
| 5 luglio 2025  | Trento          | Trentino Music Arena      |
| 12 luglio 2025 | Taormina        | Teatro antico             |
| 18 luglio 2025 | Asti            | Piazza Alfieri            |
| 20 luglio 2025 | Cernobbio       | Villa Erba                |
| 23 luglio 2025 | Codroipo        | Villa Manin               |
| 26 luglio 2025 | Marsciano       | Stadio Alberto Checcarini |
| 2 agosto 2025  | Forte dei Marmi | Villa Bertelli            |
| 5 agosto 2025  | Lanciano        | Parco villa delle rose    |
| 7 agosto 2025  | Lecce           | Cave del duca             |